# Stenygra angustata
Stenygra angustata là một loài bọ cánh cứng trong họ Cerambycidae.